# Europejska Tożsamość Bezpieczeństwa i Obrony
Europejska Tożsamość Bezpieczeństwa i Obrony (ang. European Security and Defence Identity, ESDI) - powstała w latach 80. w ramach UZE koncepcja polityki bezpieczeństwa. W 1991 podczas szczytu NATO w Rzymie przedstawiono propozycję włączenia przyszłej ESDI w struktury Sojuszu, jako jego europejski filar.